# 토마스 크레치만
토마스 크레치만(Thomas Kretschmann, 1962년 9월 8일 ~ )은 독일의 배우이다.

## 출연 작품
- 여왕 마고
- 레지던트 이블 2
- 피아니스트
- 킹콩
- 원티드
- 작전명 발키리 - 오토 에른스트 레머 역
- 뽀로로
- 스탈린그라드 - 칸 역
- 캡틴 아메리카: 윈터 솔져 - 바론 볼프강 본 스트러커 역 (카메오 출연)
- 어벤져스: 에이지 오브 울트론 - 바론 볼프강 본 스트러커 역 (천만영화)
- 히트맨: 에이전트 47 - 르 클러크 역
- 택시운전사 - 위르겐 힌츠페터 (피터) 역 (본작의 메인 주인공) (천만영화)
- 정글 - 칼 역
- 나이트 언데드 - 안드레 메이슨 박사 역
- 인디아나 존스: 운명의 다이얼 - 베버 대령 역